# Trubbig fältblomfluga
Trubbig fältblomfluga (Eupeodes biciki) är en tvåvingeart som beskrevs av Nielsen 2003. Trubbig fältblomfluga ingår i släktet fältblomflugor, och familjen blomflugor.
Artens utbredningsområde är Norge. Enligt den finländska rödlistan är arten otillräckligt studerad i Finland. Arten har ej påträffats i Sverige. Artens livsmiljö är kalfjäll. Inga underarter finns listade i Catalogue of Life.